# Amadis (Lully)
Amadis (LWV 63, später auch Amadis de Gaule betitelt) ist eine Tragédie lyrique (Oper) in einem Prolog und fünf Akten von Jean-Baptiste Lully (Musik) mit einem Libretto von Philippe Quinault nach Nicholas d’Herberay des Essarts’ erweiterter französischer Fassung des Ritterromans Amadis de Gaula von Garci Rodríguez de Montalvo. Die Uraufführung fand Mitte Januar 1684 im Palais Royal der Académie Royale de musique in Paris statt.

## Handlung

### Kurzfassung
Prolog. Die guten Zauberer Alquif und Urgande, die sich aus Trauer über den Tod des Helden Amadis selbst in eine Zauberstarre versetzt hatten, erwachen, da ein neuer, noch ruhmvollerer Held (König Ludwig XIV.) erschienen ist. Sie nehmen dies zum Anlass, Amadis’ Geschichte neu zu erzählen.
Erster Akt. Amadis, Sohn des gallischen Königs Périon, ist untröstlich, weil seine Geliebte Oriane dem Wunsch ihres Vaters nachkommen und einen anderen Mann heiraten will. Sein Halbbruder Florestan hingegen hat eine glückliche Beziehung mit Corisande. Oriane glaubt ihrerseits, dass Amadis längst eine andere Frau liebt.
Zweiter Akt. Die Zauberin Arcabonne und ihr Bruder Arcalaus schwören Amadis Rache für den Tod ihres Bruders Ardan Canile. Arcabonne leidet schwer unter ihrer Liebe für einen unbekannten Ritter, der sie kürzlich vor einem Ungeheuer rettete. Die Ausführung der Rache soll sie darüber hinwegtrösten. Die beiden benutzen den von ihnen verzauberten Florestan, um Amadis in eine Falle zu locken. Corisande wird von Dämonen entführt und Amadis ebenfalls verzaubert.
Dritter Akt. Florestan und Corisande werden mit anderen Gefangenen beim Grabmal des Ardan Canile gefangen gehalten. Arcabonne schwört, ihren toten Bruder zu rächen. Sein Geist widerspricht ihr jedoch. Er weiß bereits, dass sie ihn hintergehen wird. Als Amadis hereingeführt wird, erkennt Arcabonne in ihm ihren einstigen Retter. Sie lässt ihn und die anderen Gefangenen frei.
Vierter Akt. Arcalaus hat Oriane entführt, um Amadis zu quälen. Oriane glaubt noch immer an Amadis’ Untreue. Arcalaus zeigt ihr in einer Vision den scheinbar toten Amadis. Oriane erkennt, dass sie ihn noch immer liebt, und bricht zusammen. Die bösen Zauberer wollen nun Amadis wecken und ihm die scheinbar tote Oriane zeigen. Da erscheint die mächtige Zauberin Urgande in einem Zauberschiff und rettet ihren Schützling Amadis und seine Geliebte. Gute Dämonen besiegen die von Arcalaus herbeigerufenen Unterwelt-Dämonen.
Fünfter Akt. Urgande bringt das Paar zum Zauberpalast des Apollidon. Mit ihrer Hilfe klären sich die Missverständnisse auf, und beide schwören einander ihre Liebe und Treue. Auch Florestan und Corisande kommen hinzu. Amadis befreit die von Apollidon verzauberten Helden und Heldinnen aus der verbotenen Kammer des Palasts, in die nur die treueste Liebe vordringen kann.

### Prolog
Der Ort, den Alquif und Urgande gewählt haben, um nach ihrer Verzauberung auszuruhen
Es blitzt und donnert, und die Zauberer Alquif und Urgande und ihr Gefolge erwachen erleichtert aus ihrer Verzauberung, in die sie sich aus Trauer über den Tod des Amadis versetzt hatten. Sie verkünden, dass endlich ein neuer Held hervorgetreten sei, dessen Ruhm denjenigen von Amadis noch übertreffe. Dieser (König Ludwig XIV.) werde die Herren der Erde die große Kunst des Kriegs und des Regierens lehren. Jetzt könne auch Amadis’ Geschichte wieder ins Leben gerufen werden. Alle feiern mit Tanz und Gesang (u. a. Chor: „Suivons l’amour“).

### Erster Akt
Der Palast von König Lisuart, dem Vater von Oriane

Der Palast des Vaters von Oriane, 1701

Szene 1. Amadis und Florestan, die Söhne des gallischen Königs Périon, unterhalten sich über die Liebe. Während Florestan mit Corisande, der Herrscherin von Gravesande, glücklich ist, leidet Amadis unter seiner Liebe zu Oriane, der Tochter des britischen Königs Lisuart (Amadis: „J’aime, hélas“). Obwohl Oriane seine Gefühle erwiderte, will sie dem Wunsch ihres Vaters nachkommen und den römischen Kaiser heiraten. Auch sein im Krieg erworbener großer Ruhm kann Amadis nicht über diese Enttäuschung trösten.
Szene 2. Corisande und Florestan fallen sich nach längerer kriegsbedingter Trennung in die Arme.
Szene 3. Als Oriane hinzukommt, erzählt ihr Florestan von Amadis’ Liebesschmerz. Oriane hat jedoch erfahren, dass Amadis inzwischen ein Verhältnis mit der schönen Briolanie eingegangen ist. Sie glaubt Florestans und Corisandes gegenteiligen Beteuerungen nicht (Oriane: „Juste dépit, brisez ma chaîne“).
Szene 4. Zwei Gruppen von Kriegern führen zu Orianes Ehren Schaukämpfe vor (Divertissement mit Pauken und Trompeten). Die Sieger legen ihr die gewonnenen Waffen zu Füßen.

### Zweiter Akt
Ein Wald, dessen Bäume mit Trophäen behängt sind; im Hintergrund eine Brücke und ein Pavillon
Szene 1. Die Zauberin Arcabonne sagt sich von der Liebe los, von der sie nur Leid erwartet (Arcabonne: „Amour que veux-tu de moi?“).
Szene 2. Sie erzählt ihrem Bruder Arcalaus, dass ein Ritter sie kürzlich vor einem Ungeheuer gerettet habe. Seitdem müsse sie ständig an ihn denken. Sie schäme sich dieser Gefühle. Arcalaus rät ihr, sich dunkler Magie zu bedienen, um ihre Liebesketten zu lösen. Er erinnert sie daran, dass sie gemeinsam ihren Bruder Ardan Canile rächen sollten, der von Amadis getötet wurde (Duett: „Irritons notre barbarie“). Arcabonne fühlt sich durch diese Aufgabe beruhigt.
Szene 3. Arcalaus beobachtet, wie Amadis in seine Richtung kommt. Er beschwört Dämonen, die ihm eine Falle stellen sollen (Arcalaus: „Dans un piège fatal“), und betritt den Pavillon.
Szene 4. Verzweifelt über seine unerwiderte Liebe, sucht Amadis Trost im dunklen Wald (Amadis: „Bois épais“).
Szene 5. Corisande fleht Amadis um Hilfe an: Eine Zauberin habe Florestan verhext und ihn in ihr Reich gelockt. Amadis, der keine Gefahr mehr fürchtet, ist sofort bereit, mit ihr nach seinem Bruder zu suchen. Beide eilen auf die Brücke zu.
Szene 6. Arcalaus stellt sich Amadis entgegen. Während sie kämpfen, wird Corisande von Amadis’ Leuten entführt.
Szene 7. Von Arcalaus herbeigerufene Dämonen (Arcalaus: „Esprits infernaux“) in Gestalt von Ungeheuern versuchen vergeblich, Amadis aufzuhalten. An ihrer Stelle erscheinen andere Dämonen in Gestalt von Nymphen, Hirten und Schäferinnen, die Amadis so verzaubern, dass er nur noch an Liebe denken kann (Chor: „Vous ne devez plus attendre“). Er hält eine der Nymphen für Oriane, legt seine Waffen nieder und folgt ihr bereitwillig.

### Dritter Akt
Eine alte Palastruine mit dem Grabmal des Ardan Canile und mehreren Verliesen

Das Gefängnis, Paris 1684

Szene 1. Florestan, Corisande und weitere Gefangene sind in den Verliesen angekettet. Ihre Klagen beantworten die Wärter mit höhnischen Drohungen.
Szene 2. Fliegende Dämonen bringen Arcabonne herein. Sie lässt die Zellentüren öffnen, um die Gefangenen zu töten. Die meisten sind erleichtert, dass ihre Qualen auf diese Weise ein Ende finden sollen. Corisande und Florestan besingen ihre unerschütterliche Liebe. Ihr Trost besteht darin, dass sie auch im Tod nicht getrennt werden. Arcabonne verspricht ihrem toten Bruder die Erfüllung seiner Rache. Ein Stöhnen aus dem Grabmal antwortet ihr.
Szene 3. Der Schatten des Ardan Canile steigt aus dem Grabmal und verkündet, dass Arcabonne ihn hintergehen und ihr Versprechen brechen werde. Er werde sie in der Unterwelt erwarten, wohin sie ihm in Kürze folgen werde.
Szene 4. Wachsoldaten führen den gefesselten Amadis herein, den Arcabonne eigenhändig töten will. Sie muss jedoch feststellen, dass er der unbekannte Ritter ist, der sie damals vor dem Ungeheuer rettete. Kurz entschlossen löst sie ihm die Ketten und fragt ihn, welche Belohnung er sich wünsche. Er bittet um die Freiheit der anderen Gefangenen. Arcabonne gewährt ihm den Wunsch und führt Amadis mit sich fort. Die Befreiten feiern ihren Retter (Divertissement).

### Vierter Akt
Eine liebliche Insel
Szene 1. Arcalaus hat Oriane gefangen genommen, da er in ihrer Schönheit und Amadis’ Liebe zu ihr die Ursache für Arcabonnes und sein Unglück sieht. Sie soll zur Strafe fürchterlich leiden. Arcabonne erzählt ihm, dass sie in Amadis ihren einstigen Retter erkannt und sie sich in ihn verliebt habe. Dass er eine andere liebt, weckt in ihr heftige Eifersuchts-Gefühle, die ihren Hass noch übertreffen.
Szene 2. Oriane ist verzweifelt. Sie glaubt, Amadis habe sie vergessen.
Szene 3. Oriane versichert Arcalaus, dass sie Amadis hasse. Seinen Mut allerdings bewundere sie weiterhin.
Szene 4. Arcalaus zeigt Oriane in einer Vision den scheinbar toten Amadis, auf seinen blutigen Waffen ausgestreckt. Sofort zeigen sich wieder ihre wahren Gefühle für ihn (Oriane: „Que vois-je? […] Ô trop funeste sort“). Sie fühlt sich schuldig an seinem Unglück, will ihm in den Tod folgen und bricht schließlich ohnmächtig zusammen.
Szene 5. Arcalaus und Arcabonne genießen ihren Triumph und überlegen, wie sie das Leid der beiden noch verstärken und verlängern können. Arcabonne schlägt vor, Amadis aus seiner Verzauberung zu wecken und ihm die scheinbar tote Oriane zu zeigen.
Szene 6. Da nähert sich ein von Flammen umgebener Felsen. Die Flammen verschwinden und lassen ein Schiff in Form einer großen Schlange zurück, dem die mächtige und gute Zauberin Urgande mit ihrem Gefolge entsteigt. Urgande lässt Arcalaus und Arcabonne mit ihrem Zauberstab erstarren. Ihre Diener brechen den über Amadis und Oriane liegenden Zauber mit Blumen und Düften und bringen die beiden in das Schiff (zwei Anhänger Urgandes: „Cœurs, accablés de rigueurs inhumaines“). Bevor sie abreisen, löst Urgande die Verzauberung der bösen Geschwister wieder. Diese rufen Dämonen aus der Unterwelt zu ihrer Verteidigung herbei. Gute Dämonen der Luft erscheinen und besiegen die höllischen Dämonen. Arcalaus und Arcabonne entsagen hilflos dem Leben.

### Fünfter Akt
Der verzauberte Palast des Apollidon mit dem Torbogen der treu Liebenden und der verbotenen Kammer, deren Tür verschlossen ist

Der Palast des Apollidon, 1701

Szene 1. Urgande hat Amadis und Oriane in den Zauberpalast in Sicherheit gebracht. Als Amadis erwacht, fürchtet er sich vor einer Begegnung mit seiner Geliebten. Urgande ermutigt ihn, ihr seine Gefühle zu zeigen.
Szene 2. Auch Oriane erwacht. Sie erblickt Amadis, versichert ihm ihre Liebe und ist sogar bereit, zugunsten ihrer vermeintlichen Rivalin Briolanie auf ihn zu verzichten. Nachdem die Missverständnisse ausgeräumt sind, schwören sich beide ewige Liebe.
Szene 3. Urgande verspricht dem Paar, sich bei Orianes Vater für ihre Verbindung einzusetzen. Eine so perfekte Liebe verdiene das Glück.
Szene 4. Auch Florestan und Corisande treffen ein. Urgande bereitet Amadis auf eine letzte Aufgabe vor, die nur er lösen könne: Er muss die von Apollidon verzauberten Helden und Heldinnen aus der verbotenen Kammer befreien. Oriane soll ihm furchtlos folgen, denn nur die treueste Liebe kann den Bogen durchqueren.
Szene 5 „dernière“. Die verbotene Kammer öffnet sich. Die bis zu diesem Moment verzauberten Helden und Heldinnen treten heraus und feiern ihre Befreier mit Tanz und Gesang.

## Gestaltung

Erste Seite der reduzierten Partitur, Paris 1711

Die Autoren Quinault und Lully verzichteten in dieser Oper bewusst auf die Prinzipien der französischen Tragödie. Der Schwerpunkt liegt auf den neuartigen und spektakulären Bildern. Die Charaktere haben keinen Einfluss auf den Handlungsverlauf. Auch ihre Rettung am Schluss erfolgt nur durch das Eingreifen der guten Zauberin Urgande. Frühe Kritiker bemängelten die fehlende Einheit und Zielstrebigkeit der Ereignisse. Das sah auch noch Spire Pitou so. Aufgrund der mäandernden Handlung sei es unmöglich zu wissen, in welche Richtung sie sich im folgenden Akt entwickeln würde. Es gibt eine derartige Fülle an Ereignissen und szenischen Effekten, dass einige der konservativeren zeitgenössischen Zuschauer davon überfordert waren. Man empfand das Werk als extravagant und unzusammenhängend. Es verletze die Regeln der Einheit und Wahrscheinlichkeit, und die Nebenrollen seien besser ausgearbeitet als die Hauptrollen. Pitou schrieb, das Hauptproblem liege darin, dass neue Ereignisse und Charaktere eingeführt würden, bevor man Gelegenheit habe, sich im Handlungsverlauf zu orientieren. Die Ursache hierfür ist bereits in der Vorlage zu suchen. Die Episoden mittelalterlicher Romane waren nicht kausal miteinander verbunden, sondern behandelten lediglich ein gemeinsames Hauptthema, in diesem Fall die Liebe zwischen Amadis und Oriane. Quinault konnte sich zudem aufgrund der großen Beliebtheit der Amadisromane darauf verlassen, dass die Handlung dem Publikum bekannt war und es die Lücken gedanklich füllen konnte. Das eifersüchtige Verhalten Orianes beispielsweise war darin begründet, dass Amadis Königin Briolanie gerettet und sich anschließend mehrere Monate an deren Hof aufgehalten hatte.
Zu den bekanntesten Stücken der Oper gehört Amadis’ Arie „Bois épais“ (II:4). Sie wurde von den Tenören Edmond Clément (1916/1926), Enrico Caruso (1920) und der Mezzosopranistin Jennie Tourel (1940er Jahre) auf Tonträger eingespielt. Auch Arcabonnes „Amour que veux-tu de moi?“ erfreute sich großer Beliebtheit. Jean-Laurent Le Cerf de La Viéville zufolge sang sie „jeder Koch in Frankreich“. Das instrumentale Menuett mit dem vokalen Mittelteil „Cœurs, accablés de rigueurs inhumaines“ (IV:6) wurde ein regelrechter Schlager. Die Chöre „Suivons l’amour“ (Prolog) und „Vous ne devez plus attendre“ (II:7) fanden weite Verbreitung in Form von geistlichen Liedern. Noch 1765 stellte François-Jean de Chastellux in seinem Essai sur l’union de la poésie et de la musique Orianes „Ô trop funeste sort“ (IV:4) als exemplarische Vertonung vor.
Die Orchesterbesetzung der Oper besteht aus vier Trompeten, Pauken, zwei Flöten/Blockflöten, zwei Oboen, Streichern und Basso continuo.
Lully verwendete unterschiedliche Mittel, um musikalische Verbindungen zwischen den Akten zu schaffen. Die Auftritte der bösen Zauberin Arcabonne werden grundsätzlich mit einem bestimmten rhythmischen Motiv dargestellt. Das Anfangsmotiv taucht nach der Ouvertüre noch mehrere Male auf. Am Ende des zweiten Akts bei Amadis’ Verzauberung erklingt noch einmal die Gigue des Prologs, wo sie mit dessen Entzauberung in Verbindung steht. Das Orchester nimmt im Werk Lullys eine zunehmend größere Rolle bei den begleiteten Rezitativen und Arien ein. An einigen Stellen beschränkt sich Lully auf eine Generalbass-Begleitung, um besondere Ereignisse durch das dann einsetzende volle Orchester umso wirkungsvoller hervorzuheben. Der dramatisch unbedeutende fünfte Akt gilt als musikalischer Höhepunkt der Oper. Er enthält eine düstere Arie der Oriane, ein langes Duett von Oriane und Amadis und eine groß angelegte Chaconne.

## Werkgeschichte

Titelblatt des Librettos, Paris 1684

Das Libretto von Jean-Baptiste Lullys Oper Amadis stammt von Philippe Quinault. Es basiert auf dem um 1492 erschienenen Ritterroman Los quatro libros del virtuoso cavallero Amadís de Gaula von Garci Rodríguez de Montalvo bzw. dessen 1548 herausgegebener erweiterter französischer Fassung Amadis de Gaule von Nicholas d’Herberay des Essarts. Amadis ist die erste Tragédie lyrique der beiden Autoren, die nicht auf einem mythologischen Sujet beruht, sondern wie die folgenden Werke Roland (1685) und Armide (1686) auf einem ritterlichen. König Ludwig XIV. hatte es persönlich vorgeschlagen. Die Geschichte des Ritters Amadis war damals in Frankreich sehr beliebt, weil man die Angabe „de Gaule“ irrtümlich auf Gallien bezog und ihn für einen französischen Helden hielt. Quinault hatte seinen Text bereits im Vorjahr verfasst. Die im Schloss Versailles geplante Aufführung wurde jedoch aufgrund des Todes der Königin Maria Theresa am 30. Juli 1683 abgesetzt. Die Oper wurde später auch Amadis de Gaule betitelt, um sie von der 1699 erschienenen Tragédie lyrique Amadis de Grèce von André Cardinal Destouches zu unterscheiden.

Jean Bérain: Kostümentwurf für Amadis, Paris 1684

Die Uraufführung fand Mitte Januar 1684 im Palais Royal der Pariser Oper (Académie Royale de musique) statt. Viele Quellen gehen vom 18. Januar aus.:52 Spire Pitou und der Viking Opera Guide geben stattdessen den 15. Januar 1684 als Datum der Uraufführung an. Auf den Titelblättern der historischen Librettoausgaben von 1701 bis 1771 ist hingegen der 16. Januar angeführt. Dieses Datum hält auch Jean Duron für am wahrscheinlichsten. Die Hauptrollen sangen Françoise Moreau (Oriane), Marthe [Marie] Le Rochois (Arcabonne), Louis Gaulard Dumesny (Amadis), Jean Dun (Florestan) und Marie-Louise Desmatins (Corisande). Die wichtigsten Tänzer waren M. Beauchamp, Louis Pécour, M. Lestang, Mlle La Fontaine, Mlle Carré und Mlle Pesan. Eine wesentliche Rolle in der Produktion spielte die Ausstattung von Jean Bérain. Das Kostüm der Titelfigur führte zu einer nach Amadis benannten Mode enger Ärmel mit geknöpfter Manschette am Handgelenk und oft plissierten, leicht gepolsterten Schulterteilen.
Der französische Königshof musste wegen der Hoftrauer auf die Uraufführung verzichten.:53 Der Dauphin und die Dauphine besuchten jedoch die Pariser Aufführungen vom 23. Juni bzw. 7. Juli 1684. Am Hof in Versailles wurde Amadis erst im März des folgenden Jahres ohne Bühnenbilder oder Theatermaschinen gespielt. Wiederaufnahmen in Paris gab es 1687, 1701, 1707, 1708, 1718 (als Amadis de Gaule), 1731/1732, 1740/1741, 1759/1760 (Unterbrechung wegen der Hoftrauer um Marie Louise Élisabeth de Bourbon) und 1771/1772.:352–355 Ab 1701 wurde die Gefangenenszene vom Anfang des dritten Akts gestrichen, weil das Publikum das Thema der Gefangenschaft ablehnte.:78 Weitere Kürzungen gab es 1718, 1731 und 1759. Der Prolog hielt sich ungewöhnlich lange im Repertoire. Er wurde 1740 und 1771 nur gekürzt.:83f Für die Produktion von 1759 überarbeiteten die Komponisten François Rebel und François Francœur das Werk grundlegend. Sie tauschten fast alle Arien und Tänze der Divertissements durch neue Stücke aus und entfernten sechs weitere Arien, fünf Duette, ein Terzett sowie mehrere Rezitative und Chöre. Noch weiter gingen Pierre-Montan Berton und Jean-Benjamin de Laborde in ihrer Neufassung von 1771. Sie strichen sogar bekannte Stücke wie die Arie „Esprits infernaux“ und den Chor „Vous ne devez plus attendre“ (beide in II:7).:96–99
Konzertante Aufführungen im Rahmen der Concerts de la Reine gab es 1726 (Fragmente in sechs Konzerten), 1730–1733, 1735 (Prolog und Divertissements des fünften Akts), 1736 (Prolog), 1737–1742, 1745 und 1746.:67 Außerhalb von Paris wurde Amadis in Amsterdam (1687), Marseille (1689), Rouen (1693), Brüssel (Januar 1695 mit Prolog von Pietro Antonio Fiocco, 1697 und Oktober 1709), Den Haag, Lunéville (1709, mit prächtiger Ausstattung von Francesco Galli da Bibiena), Lyon (1710) und Dijon (1729) gespielt.:356
Noch im Jahr der Uraufführung zeigte das Théâtre-Italien zwei Satiren über die Oper: Arlequin Empereur dans la Lune von Nolant de Fatouville (5. März 1684) und Amadis Cuisinier (anonym, Mai 1684). Außerdem gab es sechs Parodienfassungen: La Naissance d’Amadis von Jean François Regnard (Comédie-Italienne, 10. Februar 1694), Arlequin Amadis von Pierre-François Biancolelli („Dominique“) und Jean-Antoine Romagnesi (Comédie-Italienne, 27. November 1731), Polichinelle Amadis (anonym, Théâtre des Marionettes, Foire Saint-Germain, März 1732), Amadis von Jean-Antoine Romagnesi und Antonio Francesco Riccoboni mit Musik von Adolphe Benoît Blaise (Comédie-Italienne, 19. Dezember 1740), Amadis von Antoine-Jacques Labbet de Morambert (Comédie-Italienne, 31. Dezember 1759) und Amadis von Antoine Jean Sticotti (1760, nicht aufgeführt). 1779 vertonte Johann Christian Bach Quinaults Libretto erneut. Des Weiteren dienten 22 Einzelsätze als Vorlage für Parodien in weltlichen oder geistlichen Drucken und in handschriftlichen Chansonniers.:174
Von dieser Oper sind dreißig Librettodrucke bekannt.:36 Die Partitur wurde erstmals 1684 herausgegeben. Eine zweite Ausgabe folgte 1721. Eine niederländische Übersetzung von T. Arendsz erschien 1687. 1939 veröffentlichte Henry Prunières die Partitur im Rahmen seiner Gesamtausgabe der Werke Lullys. Weil er dieses Werk als eine von dessen besten Tragédies lyriques betrachtete und befürchtete, es wegen seiner fortschreitenden Krankheit nicht mehr fertigstellen zu können, unterbrach er die bislang eingehaltene chronologische Reihenfolge.
Die britische Erstaufführung fand am 14. Juni 1938 im Twentieth Century Theatre in London statt. Es handelte sich um eine Amateur-Aufführung in einer englischen Übersetzung von O. Daunt.
Der Dirigent Bruno Amaducci leitete 1974 eine konzertante Aufführung in Paris.:8840 Im Mai 1987 gab es eine Radioübertragung von BBC Radio 3 mit den London Baroque Players unter Nicholas McGegan. Der Dirigent Hugo Reyne und Le Chœur et la Simphonie du Marais führten das Werk am 11. Juli 2006 konzertant in der Kirche von Les Lucs-sur-Boulogne auf. Eine Neuinszenierung von Peter Beat Wyrsch stellte Theater Orchester Biel Solothurn 2009 in Biel, Burgdorf und Solothurn vor (Dirigent: Harald Siegel, Kostüme: Martin Warth). 2010 wurde eine Inszenierung von Olivier Benezech im Théâtre d’Avignon und an der Opéra de Massy gespielt (Dirigent: Olivier Schneebeli, Kostüme: Frédéric Olivier). Konzertante Aufführungen mit dem Ensemble Les Talens Lyriques und dem Chœur de Chambre de Namur unter Christophe Rousset gab es 2013 an der Königlichen Oper Versailles und im Cour des Hospices in Beaune.

## Aufnahmen
- 1974 – Bruno Amaducci (Dirigent), Orchestre Lyrique de l’ORTF Paris, Chœurs du Radio France.
 Jacques Villisech (Alquif), Odile Pietti (Urgande), Michel Sénéchal (Amadis), Eliane Manchet (Oriane), Robert Massard (Florestan), Christiane Eda-Pierre (Corisande), Jules Bastin (Arcalaus), Andréa Guiot (Arcabonne), Jean-Louis Soumagnas (Schatten von Ardan Canile), Christiane Issastel (im Gefolge Orianes).
 Live, konzertant aus Paris.
 Open Reel Tape mr. tape 3746.[13]:8840
- 1. November 1987 (Sendung) – Nicholas McGegan (Dirigent), London Baroque Players, Schutz Choir of London.
 Radiosendung von BBC Radio 3.[15]
- 11. Juli 2006 – Hugo Reyne (Dirigent), La Simphonie du Marais, Le Chœur du Marais.
 Matthieu Heim (Alquif, Schatten von Ardan Canile und Gefangenenwärter), Camille Poul (Urgande), François-Nicolas Geslot (Amadis), Guillemette Laurens (Oriane), Bertrand Chuberre (Florestan), Françoise Masset (Corisande), Florian Westphal (Arcalaus), Céline Ricci (Arcabonne), Agathe Boudet (im Gefolge Urgandes und Schäferin), Hélène Richer (im Gefolge Urgandes, Schäferin und Gefangene), Thomas van Essen (Hirte und Gefangener), Benoît Porcherot (Hirte und Gefangener).
 Live aus der Kirche von Les Lucs-sur-Boulogne.
 Accord (3 CDs).[13]:8841
- 4.–6. Juli 2013 – Christophe Rousset (Dirigent), Les Talens Lyriques, Chœur de Chambre de Namur.
 Pierrick Boisseau (Alquif, Schatten von Ardan Canile, Gefangenenwärter und Hirte), Bénédicte Tauran (Urgande), Cyril Auvity (Amadis), Judith van Wanroij (Oriane), Benoît Arnould (Florestan), Hasnaa Bennani (Corisande), Edwin Crossley-Mercer (Arcalaus), Ingrid Perruche (Arcabonne), Reinoud Van Mechelen (Gefangener, Hirte, Held), Caroline Weynants (im Gefolge Urgandes, Heldin, Gefangene, Hirtin), Virginie Thomas (Hirtin, im Gefolge Urgandes).
 Aus der Königlichen Oper Versailles.
 Aparté AP094.[16]

## Digitalisate
- Amadis, LWV 63: Noten und Audiodateien im International Music Score Library Project
- Libretto (französisch). Ballard, Paris 1684. Digitalisat bei Gallica
- Libretto (französisch). Ballard, Paris 1701. Digitalisat bei Gallica
- Libretto (französisch). Ballard, Paris 1731. Digitalisat bei Gallica
- Libretto (französisch). Ballard, Paris 1740. Digitalisat bei Gallica
- Libretto (französisch). Ballard, Paris 1759. Digitalisat bei Gallica. Bearbeitung von François Rebel
- Libretto (französisch). Lormel, Paris 1771. Digitalisat bei Gallica. Bearbeitung von Pierre-Montan Berton und Jean-Benjamin de La Borde
- Partitur. Ballard, Paris 1684. Digitalisat bei Gallica
- Partitur (Seconde édition). Baussen, Paris 1711. Digitalisat bei Gallica
- Partitur (Nouvelle édition). Ballard, Paris 1719. Digitalisat bei Gallica
- Reduzierte Partitur, Baussen, Paris 1711. Digitalisat bei Gallica
- Dessus-Stimme, 1700–1730. Digitalisat bei Gallica